# Mehwish Hayat
Pour les articles homonymes, voir Hayat.
Mehwish Hayat (née le 6 janvier 1988 à Karachi) est une actrice pakistanaise.

## Biographie
Sa mère, Rukhsar Hayat, est une actrice de télévision dans les années 1980, son frère aîné Zeeshan est un chanteur-compositeur tandis que sa sœur aînée, Afsheen, est également chanteuse. Un autre frère aîné, Danish Hayat, est acteur et, par lui, elle est la belle-sœur de Faiza Ashfaq, mannequin.
En 2020, les médias indiens rapportent que Hayat était en couple avec Dawood Ibrahim, un baron du crime figurant sur la liste des personnes les plus recherchées en Inde. Les rumeurs sur la relation n'ont jamais été étayées et étaient probablement des calomnies résultant des opinions franches de Hayat.

## Carrière
Hayat est actrice de télévision depuis l'âge de 18 ans et apparaît dans plusieurs séries télévisées. De 2011 à 2015, elle joue dans 88 épisodes de la série télévisée Kitni Girhain Baaki Hain. Son interprétation de l'héroïne principale dans la série Meray Qatil Meray Dildar lui vaut une nomination dans la catégorie "Meilleure actrice" aux Lux Style Awards en 2012.
En 2015, elle tient le rôle principal féminin de Marina dans le film Jawani Phir Nahi Ani.
Elle fait partie de trois des films les plus rentables au Pakistan, des comédies romantiques : Punjab Nahi Jaungi (2017), Load Wedding (2018), London Nahi Jaunga (2022).
En 2022, elle interprète Aisha dans trois épisodes de la série Disney + Miss Marvel.

## Filmographie

### Cinéma
- 2009 : Na Maloom Afraad
- 2015 : Jawani Phir Nahi Ani
- 2016 : Actor in Law
- 2017 : Punjab Nahi Jaungi
- 2018 : Load Wedding
- 2019 : Chhalawa
- 2022 : London Nahi Jaunga

### Télévision
- 2010 : Thori Si Wafa Chahiye
- 2011 : Meray Qatil Meray Dildar
- 2011 : Phir Chand Pe Dastak
- 2012 : Mirat-ul-Uroos
- 2013 : Ishq Mein Teray
- 2013 : Kami Reh Gaee
- 2016 : Dil Lagi
- 2022 : Miss Marvel

## Récompenses
- Lux Style Awards
  - 2014 : Meilleure actrice de télévision dans Kami Reh Gaee
  - 2019 : Meilleure actrice de cinéma dans Load Wedding[2]